# 德事隆海陆系统
德事隆海陆系统公司（原名凯迪拉克盖奇公司）是一家美国军事承包商，生产装甲车、炮塔、先进船舶、表面效应船和其他武器系统。它隶属于德事隆，由凯迪拉克盖奇 (Cadillac Gage) 和德事隆海事 (Textron Marine) 于 1994 年合并而成。

## 产品
如今，德事隆海洋与陆地系统公司生产：
- M1117守护者装甲车 – 供美国陆军

- 德事隆战术装甲巡逻车（英语：Textron Tactical Armoured Patrol Vehicle） - 供加拿大陆军

- 气垫登陆艇 (LCAC) – 供美国海军

- 船岸连接器（英语：Ship-to-Shore Connector）

- 47 英尺机动救生艇（英语：47-foot Motor Lifeboat） (MLB) – 供美国海岸警卫队使用

- NAIAD 刚性充气艇

- 凯迪拉克盖奇炮塔系统[1]

- 虎式轻型防护车[2]

德事隆海洋与陆地系统公司的主要办公室位于路易斯安那州斯莱德尔。

## 历史
位于密歇根州沃伦的凯迪拉克盖奇制造了许多越南战争时期的军用车辆和火炮 :
- 斯通纳63武器系统 1963-1971
- 凯迪拉克盖奇突击队 装甲输送车
  - V-100装甲车
  - V-150
  - V-200（英语：Cadillac Gage Commando#V-200）
  - LAV-300 装甲车
  - LAV-600 装甲车
  - 凯迪拉克盖奇突击队侦察兵（英语：Commando Scout）
- 凯迪拉克盖奇游骑兵（英语：Cadillac Gage Ranger）/维和人员装甲运兵车 - 基于道奇皮卡（英语：Ram pickup）/道奇 D 系列（英语：Dodge D Series）底盘
- 魟鱼式轻型坦克
- 魟鱼 2（英语：Stingray light tank#Stingray II）

2015 年 3 月 31 日，德事隆与美国海军签署了一份价值 8400 万美元的合同，建造两艘新型气垫登陆艇 LCAC 102 和 103。这些登陆艇是船岸连接器 (SSC) 计划的一部分，旨在取代现有的气垫登陆艇机队。